# CF Madero
Der Club de Fútbol Ciudad Madero – oder kurz CF Madero – war ein mexikanischer Fußballverein aus Ciudad Madero im Bundesstaat Tamaulipas, der 1964 als Rechtsnachfolger des am 29. Januar 1956 gegründeten Club Refineria Madero entstand. Dieser Verein stand in den frühen 1960er Jahren wiederholt vor dem Aufstieg in die Primera División, war in seinen Aufstiegsbemühungen jedoch stets gescheitert. 
Der neue Club wurde gegründet, um Anfang 1964 an einem vom Mexikanischen Fußballverband initiierten Sonderturnier teilzunehmen. Ziel war dabei, die Zahl der Erstligamannschaften ab der folgenden Saison von 14 auf 16 anzuheben. Der CF Madero konnte sich jedoch nicht durchsetzen und verblieb in der zweiten Liga. Allerdings sollte ihm in der nächsten Spielzeit (1964/65) unter Cheftrainer Ernesto Candia der Gewinn der Zweitligameisterschaft – und somit der reguläre Aufstieg – gelingen. Maßgeblichen Anteil an diesem Erfolg hatte das von Álvaro del Peral und Catarino Tafoya gebildete Sturmduo.
In der Aufstiegssaison (1965/66) noch knapp dem Abstieg entronnen, führte der Weg bereits 1967 zurück in die zweite Liga. 1973 gelang dem CF Madero unter Coach Grimaldo González noch einmal der Aufstieg in die höchste Spielklasse, doch wieder folgte der Abstieg bereits nach zwei Jahren. Die Bilanz der Abstiegssaison 1974/75 war verheerend: von den 38 Spielen hatte Madero nur fünf gewonnen, aber 22 verloren.
Weil der Verein danach nie wieder in die höchste Spielklasse aufsteigen konnte und sich während seiner vier Erstligajahre stets in den Abstiegsregionen bewegte, hinterließ der CF Madero keinen bleibenden Eindruck. Schließlich kam der Spielbetrieb gänzlich zum Erliegen.
Im Jahr 2002 wurde der Verein kurzzeitig reanimiert, startete in der drittklassigen Segunda División und stieg später in die viertklassige Tercera División ab. 

## Statistische Angaben
- Gründungsjahr: 1964
- Spitznamen: Orinegros (die Goldschwarzen), Petroleros (Ableitung von Erdöl)
- Vereinsfarben: Gold und Schwarz